# Kolonia Klocówka
Kolonia Klocówka – część wsi Klocówka w Polsce położona w województwie lubelskim, w powiecie tomaszowskim, w gminie Tarnawatka.
W latach 1975–1998 Kolonia Klocówka administracyjnie należała do województwa zamojskiego.